# Chaetodon robustus
Chaetodon robustus, é uma espécie de peixe da família Chaetodontidae.
É endémica de Cabo Verde.